# Jamestown (Sant'Elena)
Jamestown è la capitale dell'isola di Sant'Elena. Comprendendo la zona circostante, ha una popolazione di circa 1 000 abitanti; fu fondata nel 1659 dalla Compagnia britannica delle Indie orientali.

## Urbanistica
La principale attrazione turistica della città è la scala di Giacobbe (Jacob's Ladder), costruita nel 1829 per collegare Jamestown alla guarnigione disposta sulla Ladder Hill. La città ha inoltre alcuni esempi di edifici dell'età coloniale ed è stata candidata come Patrimonio dell'umanità dell'UNESCO.
Altri edifici sono costruiti con rocce vulcaniche, mentre la città è completata da una chiesa e dai servizi portuali per la consegna dei beni sull'isola. Jamestown è al centro della rete stradale e delle comunicazioni dell'isola. La temperatura in quest'area è di circa cinque gradi più alta rispetto al resto dell'isola grazie alla sua particolare posizione ed altitudine.